# Minenabwehrfahrzeuge der Deutschen Marine
Die Minenabwehrfahrzeuge der Deutschen Marine beruhen seit dem Ende der 1980er-Jahre auf einem einheitlichen Schiffsentwurf. Die Türkei beschaffte ebenfalls Boote dieses Schiffstyps. Dieser Artikel beschreibt die Schiffsklassen und Bauvarianten.

## Entwicklung
Zu den ersten Aufgaben der Bundesmarine gehörte es, die Hinterlassenschaften von Minen aus dem Zweiten Weltkrieg in den deutschen Gewässern zu beseitigen. Dazu wurden von den Alliierten aus ihrer Kriegsbeute 24 Räumboote der Capella- und Aldebaran-Klasse an Deutschland zurückgegeben. Tatsächlich waren diese Boote mit deutschen Besatzungen unter Alliierter Kontrolle (Deutscher Minenräumdienst) praktisch seit Kriegsende mit Minenräumaufgaben nicht nur in deutschen Gewässern beschäftigt und bildeten materiell und personell den Grundstock der Minenabwehrverbände. In Weiterentwicklung dieses Bootstyps aus dem Krieg entstanden die schnellen Minensuchboote der Schütze-Klasse (1958), die den Räumbooten in Konzeption und Eigenschaften sehr ähnlich waren.
Im Bündnis oblagen der Bundesmarine während des Ost-West-Konflikts gleichermaßen die Aufgaben von Mineneinsatz und Minenabwehr. Erste konzeptionelle Vorstellungen beim Aufbau der Marine waren davon ausgegangen, dass die deutschen See- und Seeluftstreitkräfte im Kriegsfall eine große alliierte Landung im Rücken der gegnerischen Truppen vorzubereiten hätten. Dafür wurde eine große Zahl von Minenabwehrfahrzeugen benötigt, um die Fahrwasser für amphibische Verbände von Seeminen zu räumen. Deshalb wurden zwischen 1956 und 1970 etwa 60 derartige Fahrzeuge verschiedener Typen beschafft.
Bald schon stellte sich die Idee einer solchen Landung als unrealistisch heraus und neue Konzepte sahen vor, die Flotten des Warschauer Pakts in der Ostsee einzuschließen. Dafür waren große Minensperren vorgesehen. Das Verlegen dieser Sperren wurde zur Hauptaufgabe für große Teile der Minenabwehrkräfte.
In den 1980er-Jahren war es notwendig, die meisten deutschen Minenabwehrfahrzeuge aufgrund ihres Alters zu ersetzen. Aus finanziellen Gründen konnten nicht alle 60 Fahrzeuge durch Neubauten ersetzt werden. Zudem sollte aus technisch-logistischen Gründen die Typenvielfalt reduziert werden. So sollte ein Einheitsrumpf entwickelt werden, um ihn in den gewünschten Varianten auszubauen.
Da zu diesem Zeitpunkt das Minenlegen die wichtigste Aufgabe war, ging es vorrangig darum, die bestehende Minenlegekapazität zu erhalten. In einem ersten Schritt sollten die 21 Schnellen Minensuchboote der Schütze-Klasse durch zehn neue Boote mit doppelter Minenzuladung ersetzt werden. Danach sollten neue Minenjagdboote folgen.

## Technik
Minenabwehrfahrzeuge müssen so konstruiert sein, dass sie möglichst gut gegen Minen geschützt sind. Deshalb ist auf einen geringen Tiefgang, Geräuscharmut und ein reduziertes Eigenmagnetfeld zu achten. Um die magnetischen Signaturen zu verringern, waren in der Vergangenheit die meisten Minensuchboote aus Holz gebaut. Diese Bauweise war sehr aufwändig, und als Alternative entwickelten viele Marinen Boote aus glasfaserverstärktem Kunststoff. Die Deutsche Marine entschied sich stattdessen für nicht magnetisierbaren Stahl, der widerstandsfähiger gegen das in der Ostsee im Winter zu erwartende Eis ist. Außerdem verfügte die deutsche Werftindustrie über Erfahrung mit diesem Material aus dem U-Boot-Bau.

### Schnelle Minensuchboote Hameln-Klasse (Klasse 343)

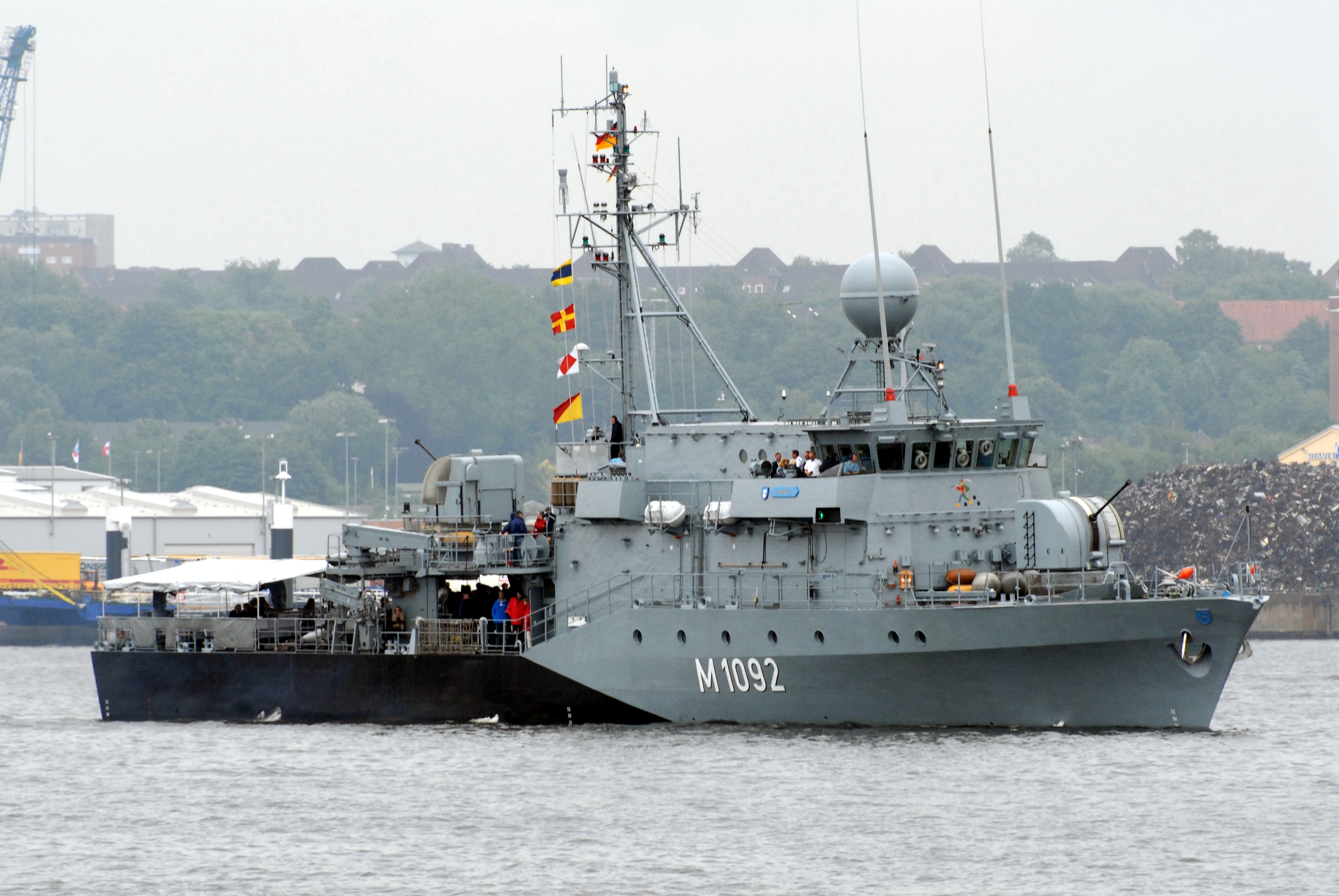
Das Typschiff Hameln während der Kieler Woche 2007

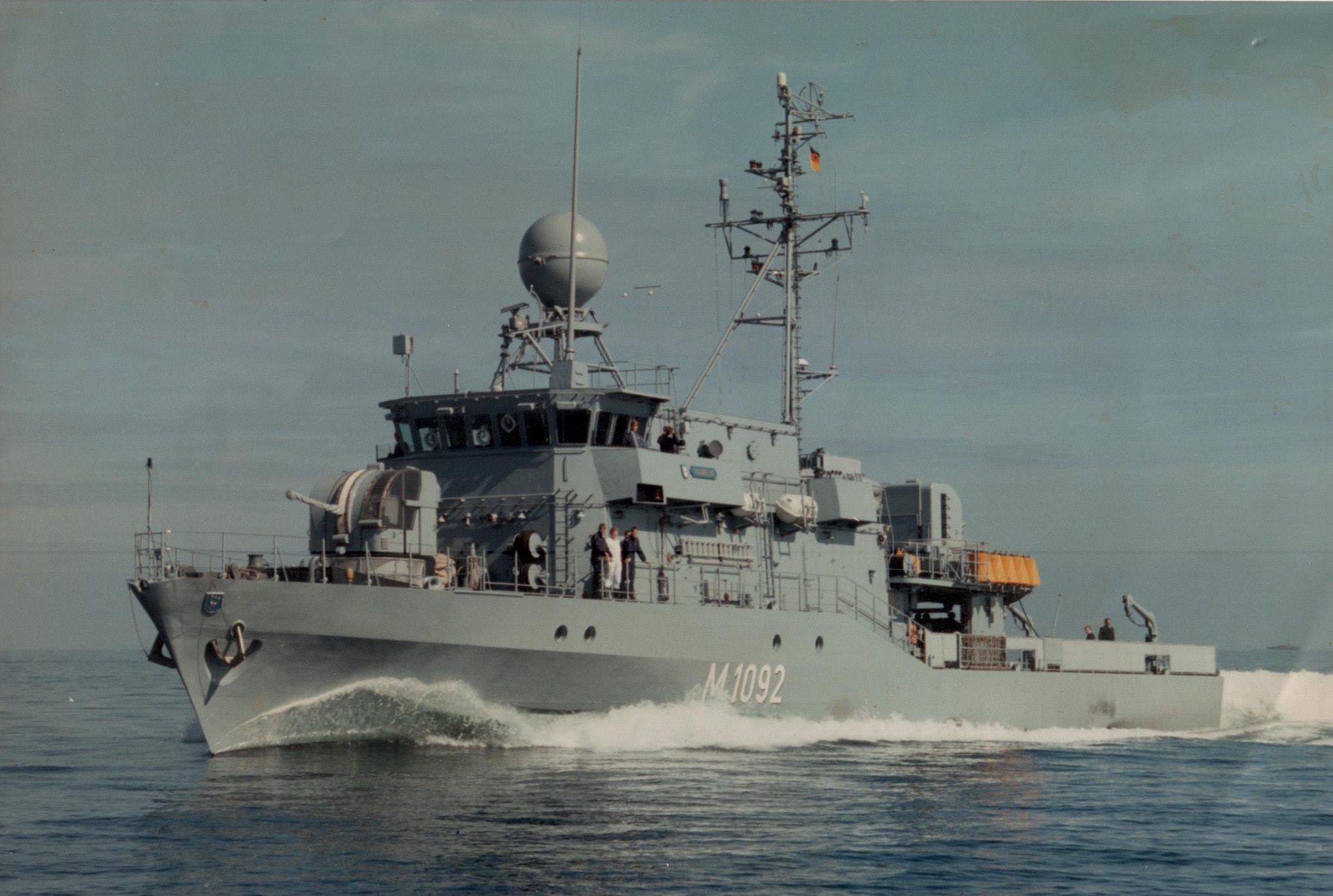
SM-Boot M1092 Hameln, Werfterprobungsfahrt 1989, Original-Anstrich Klasse 343, ohne schwarz

Als erste Boote des Einheitstyps wurden die zehn Boote der Hameln-Klasse gebaut. Ihre Hauptaufgabe war das Minenlegen unter Bedrohung. Deshalb war die ursprüngliche Bezeichnung Minenkampfboote, später wurden sie als Schnelle Minensuchboote klassifiziert. Als erstes Boot wurde die Hameln 1989 in Dienst gestellt.
Die Boote konnten 60 Minen verschiedener Typen laden im Vergleich zu 30 Minen auf den Vorgängerbooten der Klassen 340/341. Außerdem erhielten die Boote ein mechanisches Räumgeschirr und akustische Räumbojen und sie waren in der Lage, magnetische Hohlstäbe zu schleppen. Zur Ausrüstung gehörte außerdem ein Minenmeidesonar.
Zum Eigenschutz erhielten sie zwei 40-mm-Fla-Geschütze, die von einem Feuerleitradar geführt werden konnten. Für den taktischen Datenaustausch mit Schnellbooten, die zum Schutz der Minenlegeoperationen vorgesehen waren, kam das auf dem Link 11-Verfahren beruhende Lagedarstellungssystem PALIS an Bord. Damit verfügten die Boote über eine für den Schiffstyp beachtliche Ausstattung an Führungsmitteln und Überwasserwaffen. Mit dieser Ausrüstung bewährten sie sich bereits kurz nach ihrer Indienststellung während der Anfangsphase der Operation Südflanke 1990–91 im Mittelmeer.
Nach Ende des Ost-West-Konflikts verlor die Aufgabe des Minenlegens an Bedeutung. Deshalb wurden alle zehn Boote umgebaut und umgewidmet. Je fünf Boote wurden zu Minenjagdbooten der Kulmbach-Klasse und zu Hohlstablenkbooten der Ensdorf-Klasse umgebaut. Damit hat die Klasse 343 aufgehört zu existieren.
Im ersten Jahrzehnt des 21. Jahrhunderts begann die Marine die 40-mm-Geschütze durch neue 27-mm-Marineleichtgeschütze (MLG) zu ersetzen.

### Minenjagdboote Frankenthal-Klasse (Klasse 332)

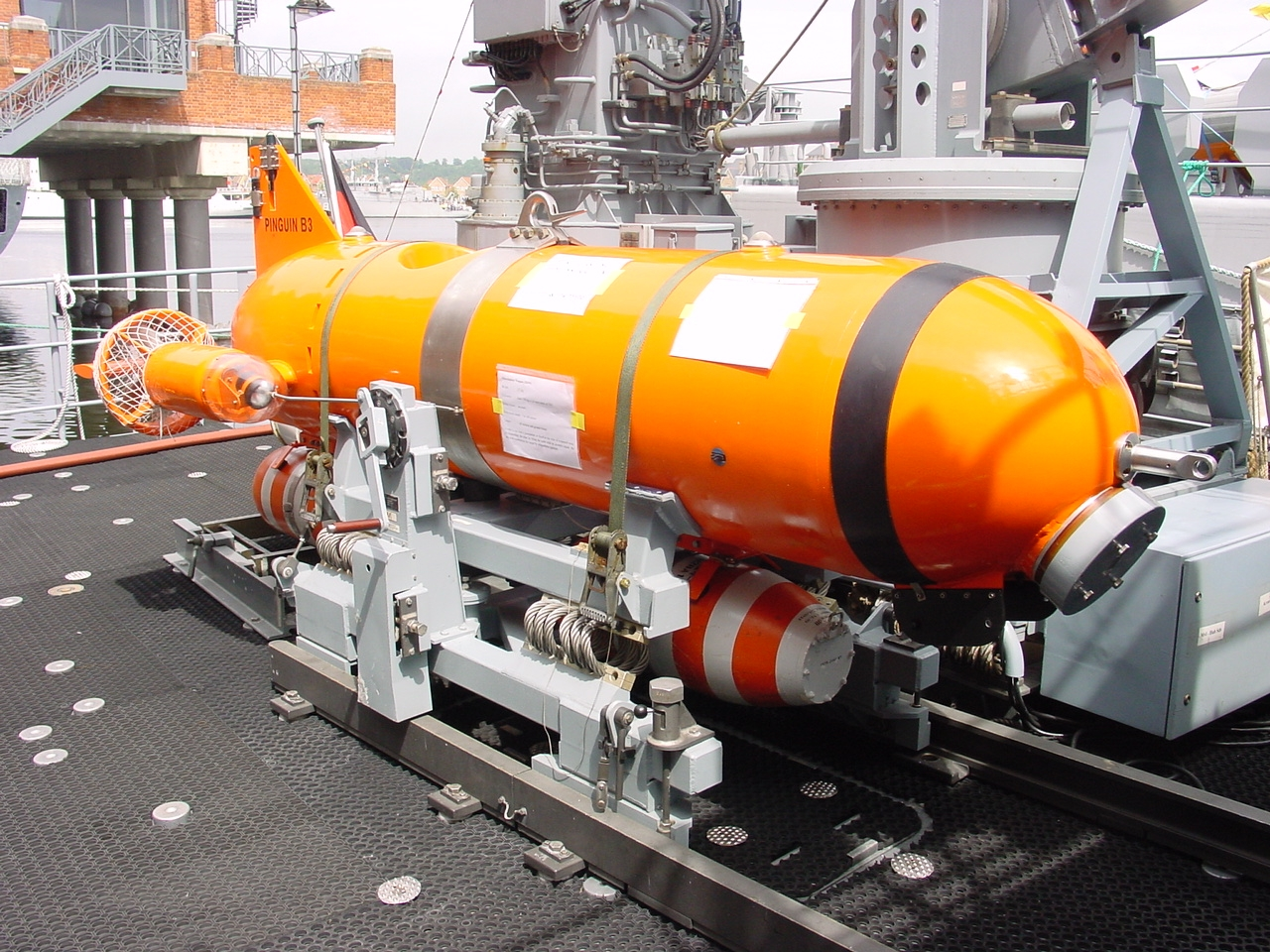
Minenjagddrohne Pinguin

Als Ersatz für die zwölf Minenjagdboote der Lindau-Klasse (Klasse 331) waren zunächst zehn Minenjagdboote der neuen Frankenthal-Klasse vorgesehen, später wurden zwei weitere bestellt. Als erstes Boot wurde die Frankenthal 1992 in Dienst gestellt. Diese Boote erhielten eine moderne Minenjagdausrüstung mit einem Minenjagdsonar und Unterwasserdrohnen des Typs Pinguin. Seit 2005 wurden zunächst fünf Boote auf die modernere Unterwasserdrohne Seefuchs umgerüstet. Die Boote führen außerdem Minentaucher und die für deren Einsatz benötigte Ausstattung mit.

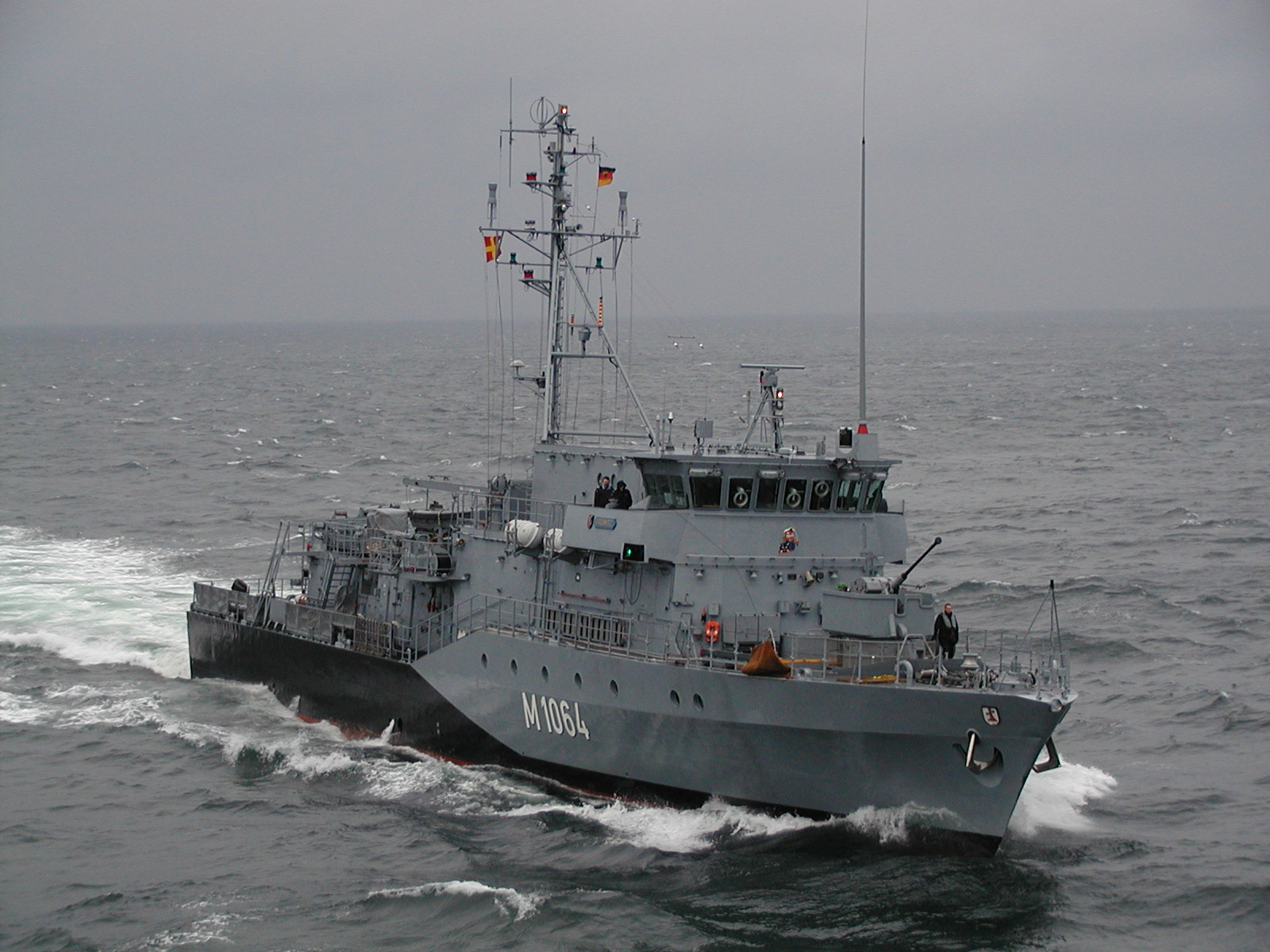
Minenjagdboot Grömitz, Klasse 332

Die Überwasserbewaffnung ist einfacher als bei der Hameln-Klasse und bestand ursprünglich aus einem 40-mm-L/70-Geschütz auf dem Vorschiff. Diese Waffen wurden jedoch auf allen Booten durch ein Marineleichtgeschütz (MLG) 27 ersetzt, um so den Eigenschutz zu verbessern. Weiterhin stehen zwei Flugabwehrsysteme FIM-92 Stinger (Fliegerfaust 2) zur Luftverteidigung zur Verfügung. Link 11 und Feuerleitradar sind nicht vorhanden. Für Wach- und Sicherungsaufgaben werden wenigstens zwei Maschinengewehre MG3, drei Gewehre G36, drei Maschinenpistolen MP2 sowie zwei Pistolen P8, Handgranaten sowie eine einläufige und eine doppelläufige Signalpistole an Bord mitgeführt.
Von den zwölf Booten sind Ende 2005 zwei außer Dienst gestellt und an die Vereinigten Arabischen Emirate verkauft worden.

### Minenjagdboote Kulmbach-Klasse (Klasse 333)

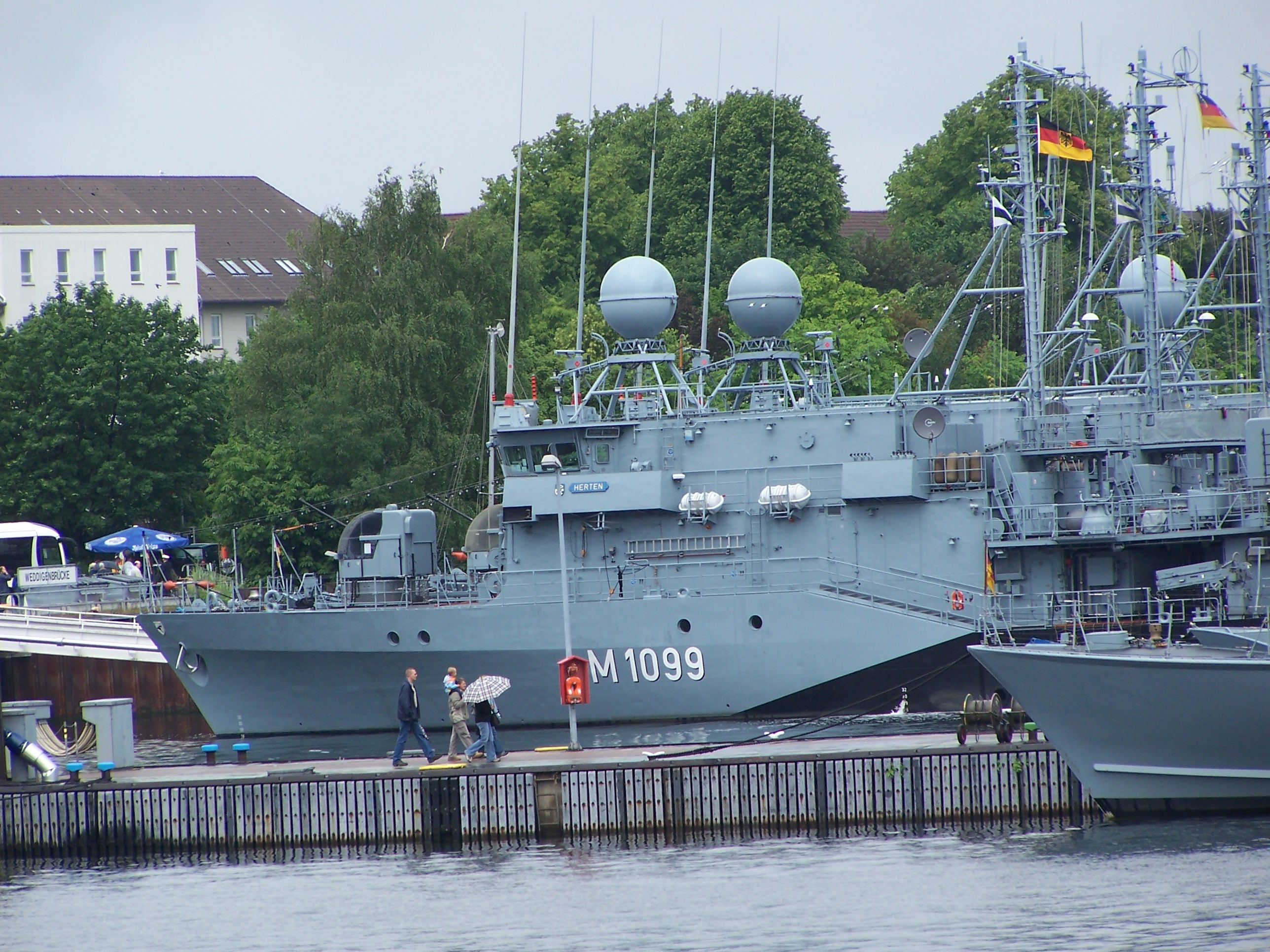
Boote der Kulmbach-Klasse

Die fünf Minenjagdboote der Kulmbach-Klasse sind durch Umbau von Schnellen Minensuchbooten der Hameln-Klasse entstanden. Bei diesem Umbau blieb die Überwasserbewaffnung erhalten, anstelle der Minenräumausrüstung kam eine gegenüber der Frankenthal-Klasse modernisierte Minenjagdausrüstung an Bord. Die Boote verfügen unter anderem über Unterwasserdrohnen des Typs Seefuchs, die mit einer Videokamera und einem Sonargerät ausgerüstet sind. Es gibt Drohnen ohne Sprengladung zur reinen Identifikation des Zieles und Drohnen mit Sprengladung. Letztere werden ins Ziel gelenkt, um es durch Detonation zu zerstören.
Alle Boote der Kulmbach-Klasse sollten bis Ende 2015 außer Dienst gestellt werden. Für die Minenjagdboote Herten und Überherrn wurde die Indiensthaltung verlängert. Sie dienten bis zum 30. Juni 2016 als schwimmende Plattform zur Truppenwerbung für die Marine. Diese Aufgabe übernahmen ab dem 1. Juli 2016 die beiden verbliebenen Hohlstablenkboote (Klasse 352) Pegnitz und Siegburg.

### Minensuchboote Ensdorf-Klasse (Klasse 352)

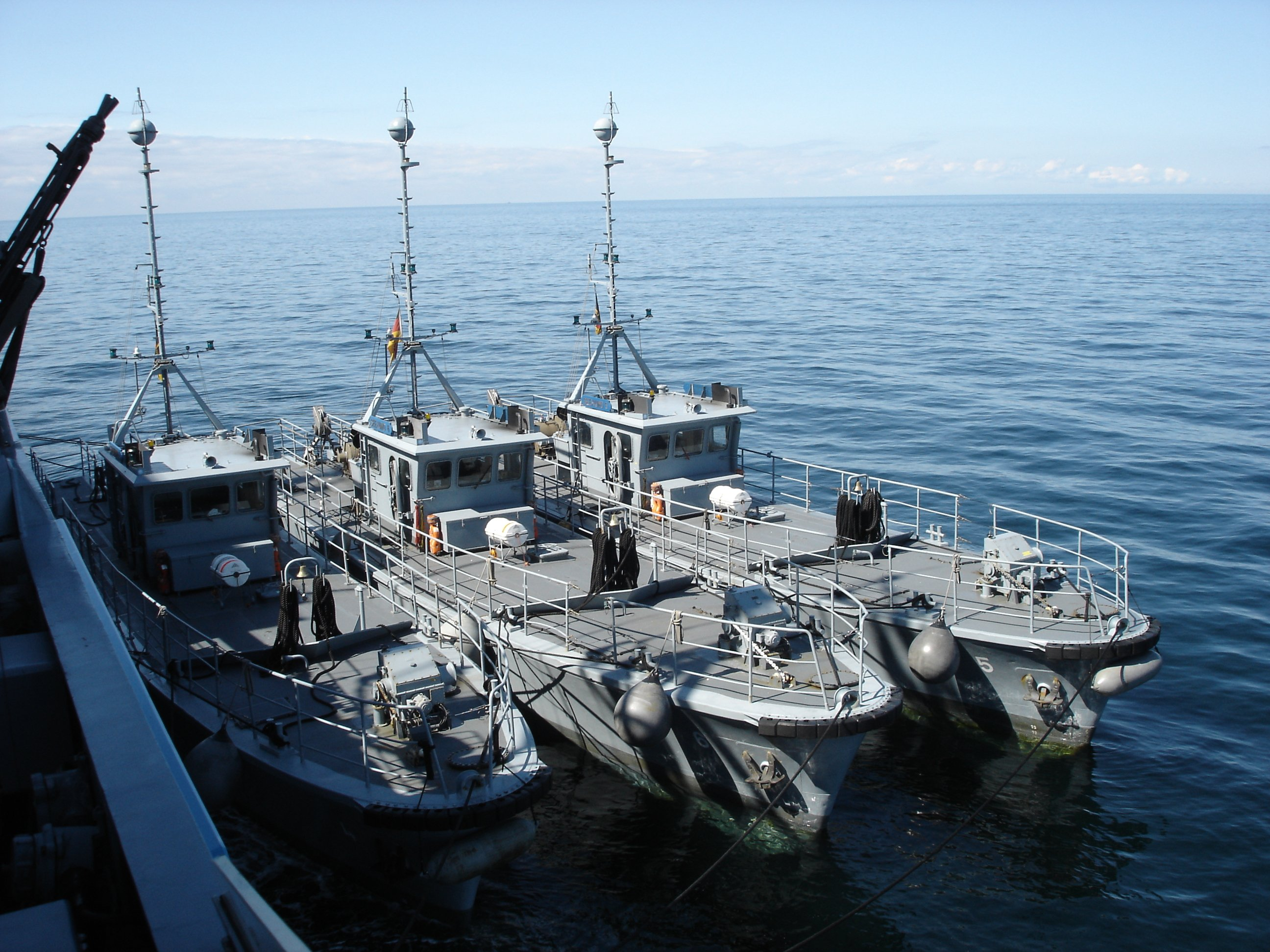
Hohlstabfernräumgerät Typ Seehund

Die fünf auch als Hohlstablenkboote bezeichneten Minensuchboote der Ensdorf-Klasse (Klasse 352) sind ebenfalls durch Umbau von schnellen Minensuchbooten der Hameln-Klasse entstanden und ersetzen sechs Hohlstablenkboote der Lindau-Klasse (Klasse 351). Ihre Aufgabe ist es, unbemannte Räumboote fernzulenken. Diese Fahrzeuge vom Typ Seehund mit einer Wasserverdrängung von 98 Tonnen bestehen im Wesentlichen aus einer in den Rumpf integrierten magnetischen Spule für das Räumen von Magnetminen, daher die Bezeichnung Hohlstab. Außerdem führen sie eine Geräuschboje zum Räumen von akustischen Minen mit. Je drei bis vier Seehunde werden von einem Hohlstablenkboot gesteuert.
Die Boote der Ensdorf-Klasse haben die Überwasserbewaffnung (zwei 40-mm-Geschütze und zwei Stinger-Fliegerfäuste) und Räumausstattung der Hameln-Klasse zunächst beibehalten, später erfolgte die Ausstattung mit MLG. Sie verfügen außerdem über die Minenjagddrohne Seefuchs.

### Minenjagdboote der Aydin-Klasse (Klasse MHV 54-014)
Am 30. Juli 1999 wurden die Werften Lürssen und Abeking & Rasmussen von der Türkei mit dem Bau von sechs Booten beauftragt, der Wert des Auftrages belief sich auf 630 Millionen US-Dollar.
Der Entwurf der türkischen Variante basierte auf der Klasse 332, jedoch mit einer Reihe technischer Änderungen, insbesondere beim Antrieb und der Minenjagdausrüstung. Im Einzelnen zeichnet sich der Entwurf durch folgende Merkmale aus:
- Besatzung: 53 Mann inklusive 6 Offiziere,
- Geschwindigkeit: 14 kn,
- Antrieb: 2 × MTU 8V 396 TB84 Dieselmotoren, 2 × Voith-Schneider-Propeller, 2 × Schottel-Bugstrahlruder mit Combimac-Elektromotoren,
- Überwasser-Bewaffnung: 1 × Otobreda 30-mm-Geschütz, 2 × 12,7-mm-Maschinengewehr,
- Unterwasser-Bewaffnung: 2 × ECA PAP 104 Mk. 5 Minenjagddrohne, 1 × Oropesa mechanisches Suchgeschirr,
- Einsatzführungssystem: Alenia Marconi Nautis-M,
- Sensoren: 1 × KH 1007 Navigationsradar (I-Band), 1 × Thomson Marconi Typ 2093, VDS, aktives hochfrequentes Minenjagdsonar.

## Einheiten
Deutschland
Die Boote erhielten wiederum die Namen von deutschen Städten. Der heutige Heimathafen der MJ- und HL-Boote ist Kiel, wo sie zum 3. Minensuchgeschwader gehören. Vorherige Unterstellung beim 2015 aufgelösten 5. Minensuchgeschwader.
Das erste Baulos umfasste die zehn Boote der Klasse 343. Sie wurden zum Umbau nicht außer Dienst gestellt.
| Kennung | Name               | Rufzeichen | Bauwerft            | Stapellauf         | In Dienst          | Umbau zu Klasse | Außer Dienst       | Verbleib                      |
| ------- | ------------------ | ---------- | ------------------- | ------------------ | ------------------ | --------------- | ------------------ | ----------------------------- |
| M1090   | Pegnitz            | DRFT       | Lürssen             | 13. März 1989      | 8. März 1990       | 352             |                    | aktiv                         |
| M1091   | Kulmbach           | DRFU       | Abeking & Rasmussen | 15. Juni 1989      | 23. Mai 1990       | 333             | 31. März 2012      | außer Dienst                  |
| M1092   | Hameln             | DRFO       | Lürssen             | 15. März 1988      | 29. Juni 1989      | 352             | 11. Dezember 2014  | außer Dienst                  |
| M1093   | Auerbach/Oberpfalz | DRFR       | Lürssen             | 18. Juni 1990      | 7. Mai 1991        | 352             | 17. Dezember 2015  | außer Dienst                  |
| M1094   | Ensdorf            | DRFN       | Lürssen             | 8. Dezember 1989   | 16. Oktober 1990   | 352             | 31. Juli 2014      | Ausbildungshulk in Parow      |
| M1095   | Überherrn          | DRFS       | Abeking & Rasmussen | 30. August 1988    | 19. September 1989 | 333             | 30. Juni 2016      | außer Dienst                  |
| M1096   | Passau             | DRFJ       | Abeking & Rasmussen | 1. März 1990       | 18. Dezember 1990  | 333             | 27. September 2013 | außer Dienst                  |
| M1097   | Laboe              | DRFK       | Kröger-Werft        | 13. September 1988 | 7. Dezember 1989   | 333             | 28. März 2012      | außer Dienst                  |
| M1098   | Siegburg           | DRFL       | Kröger-Werft        | 14. April 1989     | 26. Juli 1990      | 352             |                    | aktiv (Truppenwerbeplattform) |
| M1099   | Herten             | DRFP       | Kröger-Werft        | 22. Dezember 1989  | 26. März 1991      | 333             | 30. Juni 2016      | außer Dienst                  |

Fünf Boote, darunter M 1093 und M 1099, liegen im Marinearsenal in Kiel (Stand September 2021).
Das zweite Baulos umfasste zunächst zehn Boote und schließlich zwölf Boote der Klasse 332. Die beiden nachträglich beauftragten Boote sind wegen ihrer niedrigeren Kennung die ersten beiden in der folgenden Übersicht. Sie tragen als einzige der 22 Boote Namen, die es bereits bei der vorhergehenden Lindau-Klasse gab.
| Kennung | Name               | Rufzeichen | Bauwerft            | Stapellauf         | In Dienst          | Umbau zu Klasse | Außer Dienst | Verbleib                                         |
| ------- | ------------------ | ---------- | ------------------- | ------------------ | ------------------ | --------------- | ------------ | ------------------------------------------------ |
| M1058   | Fulda              | DRFC       | Abeking & Rasmussen | 29. September 1997 | 16. Juni 1998      |                 |              | aktiv                                            |
| M1059   | Weilheim           | DRFD       | Lürssen             | 26. Februar 1998   | 26. November 1998  |                 |              | aktiv                                            |
| M1060   | Weiden             | DRES       | Abeking & Rasmussen | 14. Mai 1992       | 3. März 1993       |                 | 2005         | an Vereinigte Arabische Emirate, Al Hasbah (M01) |
| M1061   | Rottweil           | DRET       | Kröger-Werft        | 12. März 1992      | 7. Juli 1993       | MT-Boot         |              | aktiv als Minentaucher-Einsatzboot               |
| M1062   | Sulzbach-Rosenberg | DREU       | Lürssen             | 27. April 1995     | 23. Januar 1996    |                 |              | aktiv                                            |
| M1063   | Bad Bevensen       | DREV       | Lürssen             | 21. Januar 1993    | 9. Dezember 1993   |                 |              | aktiv                                            |
| M1064   | Grömitz            | DREW       | Kröger-Werft        | 29. April 1993     | 23. August 1994    |                 |              | aktiv                                            |
| M1065   | Dillingen          | DREX       | Abeking & Rasmussen | 26. Mai 1994       | 25. April 1995     |                 |              | aktiv                                            |
| M1066   | Frankenthal        | DREY       | Lürssen             | 6. März 1992       | 16. Dezember 1992  |                 | 2005         | an Vereinigte Arabische Emirate, Al Murjan (M02) |
| M1067   | Bad Rappenau       | DREZ       | Abeking & Rasmussen | 3. Juni 1993       | 19. April 1994     | MT-Boot         |              | aktiv als Minentaucher-Einsatzboot               |
| M1068   | Datteln            | DRFA       | Lürssen             | 27. Januar 1994    | 8. Dezember 1994   |                 |              | aktiv                                            |
| M1069   | Homburg            | DRFB       | Kröger-Werft        | 21. April 1994     | 26. September 1995 |                 |              | aktiv                                            |

 Türkei
Das erste Boot der als Aydin-Klasse bezeichneten türkischen Minenjäger entstand bei A&R, während die übrigen vor Ort auf der Marinewerft Istanbul gebaut wurden. Die Schiffe sind auf der Marinebasis in Erdek am Südufer des Marmarameers stationiert und gehören zur 1. Minenjagd- und Minensuchflottille (türkisch: 1. Arama Tarama Filottilası Komutanlığı).
| Kennung | Name     | Rufzeichen | Kiellegung        | Stapellauf         | In Dienst         | Außer Dienst | Verbleib |
| ------- | -------- | ---------- | ----------------- | ------------------ | ----------------- | ------------ | -------- |
| M265    | Alanya   |            | 20. November 2000 | 21. März 2003      | 26. Juli 2005     |              | aktiv    |
| M266    | Amasra   |            | 25. Juli 2001     | 10. Mai 2004       | 26. Juli 2005     |              | aktiv    |
| M267    | Ayvalık  |            | 3. Juni 2002      | 26. Juli 2005      | 22. Juni 2007     |              | aktiv    |
| M268    | Akçakoca |            | 24. Juli 2003     | 27. September 2006 | 24. Januar 2008   |              | aktiv    |
| M269    | Anamur   |            | 23. Februar 2004  | 17. September 2007 | 10. Oktober 2008  |              | aktiv    |
| M270    | Akçay    |            | 26. Juli 2005     | 27. Oktober 2008   | 15. Dezember 2009 |              | aktiv    |

 Vereinigte Arabische Emirate
Die VAE erwarben im Jahr 2006 zwei ehemals deutsche Minenjäger der Klasse 332. Sie wurden am 28. Juni 2006, noch in Deutschland, durch die Marine des Golfstaats in Dienst gestellt. Beide Boote wurden anschließend auf der Neuen Jadewerft in Wilhelmshaven noch überholt, bevor sie nach Abu Dhabi verschifft wurden. Die Al Hasbah  erreichte ihre neue Heimat im August 2006, die Al Murjan folgte ihr im Herbst des gleichen Jahres. Vor der Übergabe absolvierten die zukünftigen Besatzungen in Deutschland noch ein Training.
Die Al Hasbah hat das Rufzeichen A6QA. Bei der ITU ist sie als Alqanesah Al Hasba (M01) registriert. Die Al Murjan ist bei der ITU unter dem Namen Al Marjan (M02) mit dem Rufzeichen A6QB registriert.